# Chris Kraus
Chris Kraus (Nueva York, 1955) es una escritora, crítica de arte, editora, profesora y directora estadounidense. Su obra se caracteriza por la mezcla de géneros como la autobiografía, la ficción, la crítica y la filosofía.

## Biografía
Chris Kraus nació en 1955 en la ciudad de Nueva York, Estados Unidos. Estudió Literatura y Teoría Política en la Universidad Victoria de Wellington, Nueva Zelanda, donde vivió durante aquel tiempo. Kraus es profesora de Escritura Artística y Creativa en la European Graduate School de Saas-Fee, Suiza. Ha sido profesora invitada en varias universidades de los Estados Unidos y Europa. Es coeditora de la editorial estadounidense independiente Semiotexte y colaboradora habitual de las revistas Artforum, Bookforum, Art in America, Spex y Los Angeles Review of Books.
Su obra más popular es Amo a Dick, la cual da inicio a una trilogía completada por Aliens & Anorexia y Sopor. La propia autora define esta trilogía como una ficción autobiográfica.
Amo a Dick fue reeditada en 2006, teniendo una segunda vida gracias a su nueva forma de entender el feminismo. En 2016 Joey Soloway adaptó la novela a una serie de televisión para Amazon Studios.

## Obra

### Novelas
- 1997: Amo a Dick (I Love Dick)
- 2000: Aliens & Anorexia
- 2006: Sopor (Topor)
- 2012: Verano del odio (Summer of Hate)

### Ensayos
- 2001: Hatred of Capitalism: A Semiotext(e) Reader
- 2004: Video Green: El arte de Los Ángeles y el triunfo de la nada (Video Green: Los Angeles Art and the Triumph of Nothingness)
- 2005: LA Artland: Contemporary Art from Los Angeles
- 2011: Where Art Belongs
- 2015: You Must Make Your Death Public: a collection of texts and media on the work of Chris Kraus
- 2017: After Kathy Acker: A Biography
- 2017: Tienda de ramos generales Kelly Lake
- 2018: Social Practices

## Filmografía

### Cortometrajes
- 1982: In Order to Pass
- 1985: Terrorists in Love
- 1986: Voyage to Rodez
- 1986: Foolproof Illusion
- 1987: How to Shoot a Crime
- 1990: The Golden Bowl or Repression
- 1991: Traveling at Night
- 1992: Sadness at Leaving
- 1996: Gravity & Grace

### Performances
- 1980: Disparate Action/Desperate Action
- 1983-84: Readings From The Diaries of Hugo Ball
- 1998: Longing Last Longer

## Premios y méritos
2008. Premio Frank Jewett Mather a la Crítica de Arte otorgado por la College Art Association (CAA).
2011. Beca de escritura sobre arte de la Warhol Foundation.
2016. Beca Guggenheim.